# Hồ Quốc Dũng
Hồ Quốc Dũng (sinh năm 1966) là một chính khách Việt Nam. Ông hiện là Ủy viên Ban Chấp hành Trung ương Đảng Cộng sản Việt Nam khóa XIII, Bí thư Tỉnh ủy Gia Lai nhiệm kỳ 2020–2025.
Ông từng là Bí thư, Phó Bí thư Tỉnh ủy, Chủ tịch Ủy ban nhân dân tỉnh Bình Định; Đại biểu Quốc hội Việt Nam khóa XII thuộc Đoàn đại biểu tỉnh Bình Định.

## Lý lịch và học vấn
Hồ Quốc Dũng sinh ngày 15 tháng 8 năm 1966, quê quán xã Cát Tài, huyện Phù Cát, tỉnh Bình Định;
Ngày vào Đảng Cộng sản Việt Nam: 11/7/1995;
Trình độ chuyên môn: Thạc sĩ Luật; Đại học Pháp lý , chuyên ngành Đào tạo cán bộ Tòa án
Ngoại ngữ: Tiếng Anh B
Lý luận chính trị: Cao cấp.

## Sự nghiệp
6/2002 - 4/2004: Phó Chánh Văn phòng HĐND và UBND tỉnh, Phó Bí thư Đảng ủy Văn phòng HĐND và UBND tỉnh Bình Định
5/2004 - 8/2005: Uỷ viên BTV huyện ủy, Phó Chủ tịch UBND huyện Phù Cát, tỉnh Bình Định
9/2005 - 8/2007: Phó Chánh Văn phòng tỉnh ủy; tháng 12/2005 Tỉnh ủy viên, Chánh Văn phòng Tỉnh ủy Bình Định
8/2007 - 4/2009: Tỉnh ủy viên, Uỷ viên BTV Tỉnh ủy Bình Định
8/2008: Phó trưởng đoàn chuyên trách đoàn ĐBQH khóa XII tỉnh Bình Định
5/2009: Ủy viên BTV tỉnh ủy, Phó Chủ tịch UBND tỉnh Bình Định
6/2011: Phó Chủ tịch thường trực UBND tỉnh Bình Định
11/2014 – 10/2020: Phó Bí thư tỉnh ủy, Chủ tịch UBND tỉnh Bình Định
Tại phiên làm việc chiều ngày 15 tháng 10 năm 2020, Đại hội đại biểu Đảng bộ tỉnh Bình Định lần thứ XX nhiệm kỳ 2020-2025 đã bầu Ban Chấp hành Đảng bộ, Ban Thường vụ. Ông Hồ Quốc Dũng - Phó Bí thư Tỉnh ủy nhiệm kỳ 2015-2020, Chủ tịch UBND được bầu giữ chức danh Bí thư Tỉnh ủy Bình Định nhiệm kỳ 2020-2025.
Ngày 6/12/2020: Tại kỳ họp Hội đồng nhân dân tỉnh khóa XII lần thứ 13 Hồ Quốc Dũng được bầu làm chủ tịch Hội đồng nhân dân tỉnh Bình Định
Ngày 30/1/2021:Tại Đại hội đại biểu toàn quốc lần thứ XIII của Đảng, ông được bầu là Ủy viên Trung ương Đảng khóa XIII, nhiệm kỳ 2021-2026.
Ngày 15/6/2021: Tại kỳ họp thứ 1 Hội đồng nhân dân tỉnh khóa XIII, Hồ Quốc Dũng được bầu làm Chủ tịch Hội đồng nhân dân tỉnh Bình Định
Ngày 30/6/2025: Tại tỉnh Bình Định, Ủy viên Ban Chấp hành Trung ương Đảng, Phó Trưởng Ban Tuyên giáo và Dân vận Trung ương Ngô Đông Hải công bố Nghị quyết của Quốc hội về sắp xếp đơn vị hành chính cấp tỉnh (sáp nhập tỉnh Bình Định và Gia Lai thành tỉnh Gia Lai mới) và cấp xã. Ông Ngô Đông Hải cũng công bố và trao quyết định của Bộ Chính trị về việc thành lập Đảng bộ tỉnh Gia Lai mới, chỉ định đồng chí Bí thư Tỉnh uỷ Bình Định Hồ Quốc Dũng làm Bí thư Tỉnh uỷ Gia Lai mới.

## Tuyên bố
- Về dự án thép 53.500 tỷ đồng, công suất 5,4 triệu tấn một năm ở thôn Lộ Diêu, Bí thư Tỉnh ủy Bình Định Hồ Quốc Dũng cam kết:

| “ | Nếu sau này nhà máy thép có m3 nước thải nào đổ ra biển, tôi sẽ chịu trách nhiệm. Dự án sẽ bị dừng khi ảnh hưởng môi trường." | ” |

Ông cho biết thêm, khói bụi của nhà máy cũng được thu gom để phục vụ cho lĩnh vực khác.